# 邁克·羅克
邁克·羅克（Michael Roark，1983年5月9日—）是美國的一位演員和律師。他出演過血迷棕櫚、沉睡谷、黑吃黑等電視劇。